# Gymnosophistis thyrsodoxa
Gymnosophistis thyrsodoxa är en fjärilsart som beskrevs av Edward Meyrick 1934. Gymnosophistis thyrsodoxa ingår i släktet Gymnosophistis och familjen glasvingar. Inga underarter finns listade i Catalogue of Life.